# Шенгавит
Шенгави́т (арм. Շենգավիթ; до 1991 г. — Ленинский район) является одним из 12 административных районов (округов) Еревана, столицы Армении.

## Описание района
Расположен в юго-западной части города. Его население составляет 140 тыс. жителей. Это один из самых редконаселенных районов города.
Район подразделяется на шесть общин (кварталов): Нижний Шенгавит, Верхний Шенгавит, Нижний Чарбах, Верхний Чарбах, Норагавит, Аэрация. Район «Шенгавит» является типичным «спальным» районом с невысоким уровнем инфраструктуры, а также низким процентом зеленых насаждений.
Шенгавит, занимающий площадь 48,5 км² (18,16 % площади города Еревана), является вторым по величине районом Еревана по площади. Площадь Гарегина Нжде вместе со станцией метро составляют ядро района. Главные улицы района — улица Гарегина Нжде, улица Ширака, улица Арташесян, улица Багратуняц и проспект Аршакуняц.
В районе расположен совместный гражданский и военный аэропорт Эребуни. В районе также находится Ереванская ТЭЦ.
Шенгавит — один из высокоиндустриальных районов Еревана со множеством крупных заводов и фабрик.
В районе много парков, самые известные из которых — Пантеон и парк Комитаса, парк Артура Карапетяна, парк Мовсеса Горгисяна и парк Шогаката.

## Достопримечательности
- Пантеон имени Комитаса

## Список историко-архитектурных объектов
Список объектов, находящихся под охраной государства:
| Название                           | Оригинальное название                       | Изображение | Дата постройки                     | Адрес                              | Примечания |
| ---------------------------------- | ------------------------------------------- | ----------- | ---------------------------------- | ---------------------------------- | ---------- |
| Городище Шенгавит                  | арм. ՇԵՆԳԱՎԻԹ                               | —           | IV—III тысячелетия до н. э.        | —                                  | —          |
| Пещерный город Шенгавит            | арм. ՔԱՐԱՅՐ-ԿԱՑԱՐԱՆ «ՇԵՆԳԱՎԻԹ-              | —           | IV—I тысячелетия до н. э.          | —                                  | —          |
| Секретные ходы                     | арм. գաղտնուղի                              | —           | III тысячелетие до н. э.           | —                                  | —          |
| Пещерный город «Ереван»            | арм. ՔԱՐԱՅՐ-ԿԱՑԱՐԱՆ «ԵՐԵՎԱՆ-»               | —           | первобытное общество, каменный век | на правом берегу Ереванского озера | —          |
| Пещерный город «Кармир блур»       | арм. ՔԱՐԱՅՐ-ԿԱՑԱՐԱՆ «ԿԱՐՄԻՐ ԲԼՈՒՐ-          | —           | XVI—VII века до н. э.              | на правом берегу Ереванского озера | —          |
| Менгиры                            | арм. մենհիր                                 | —           | III тысячелетие до н. э.           | —                                  | —          |
| Крепость Тейшебаини                | арм. ՔԱՂԱՔԱՏԵՂԻ ԹԵՅՇԵԲԱԻՆԻ                  | —           | VII век до н. э.                   | —                                  | —          |
| Жилой дом                          | арм. ԲՆԱԿԵԼԻ ՏՈՒՆ                           | —           | VII—VI века до н. э.               | —                                  | —          |
| Жилой дом                          | арм. ԲՆԱԿԵԼԻ ՏՈՒՆ                           | —           | VII—VI века до н. э.               | —                                  | —          |
| Жилой дом                          | арм. ԲՆԱԿԵԼԻ ՏՈՒՆ                           | —           | VII—VI века до н. э.               | —                                  | —          |
| Хачкар 1                           | арм. խաչքար                                 | —           | XI век                             | —                                  | —          |
| Хачкар 2                           | арм. խաչքար                                 | —           | XII век                            | —                                  | —          |
| Хачкар пастыря Ованеса             | арм. խաչքար                                 | —           | XII век                            | —                                  | —          |
| Хачкар 4                           | арм. խաչքար                                 | —           | XII век                            | —                                  | —          |
| Хачкар 5                           | арм. խաչքար                                 | —           | XVI век                            | —                                  | —          |
| Хачкар 6                           | арм. խաչքար                                 | —           | XVI век                            | —                                  | —          |
| Хачкар 7                           | арм. խաչքար                                 | —           | XVII век                           | —                                  | —          |
| Памятный столп                     | арм. կոթող                                  | —           | V век                              | —                                  | —          |
| Часовня                            | арм. մատուռ` Հոգեհանգստյան                  | —           | IV век                             | —                                  | —          |
| Монастырский комплекс Норагавит    | арм. ԵԿԵՂԵՑԱԿԱՆ ՀԱՄԱԼԻՐ ՆՈՐԱԳԱՎԹԻ Ս. ԳԵՎՈՐԳ | —           | IV—VII века                        | —                                  | —          |
| Хачкар Аветиса                     | арм. խաչքար                                 | —           | 1642 год                           | —                                  | —          |
| Хачкар Ованеса, Вардана и Карапета | арм. խաչքար                                 | —           | 1642 год                           | —                                  | —          |
| Хачкар Саргиса                     | арм. խաչքար                                 | —           | 1642 год                           | —                                  | —          |
| Хачкар Акоба и Асатура             | арм. խաչքար                                 | —           | XVII век                           | —                                  | —          |
| Хачкар Вардан                      | арм. խաչքար                                 | —           | XVII век                           | —                                  | —          |
| Фреска «Неизвестный солдат»        | арм. որմնանկար                              | —           | XVIII век                          | —                                  | —          |
| Фреска «Аветум»                    | арм. որմնանկար                              | —           | XVIII век                          | —                                  | —          |
| Фреска «Теодорос»                  | арм. որմնանկար                              | —           | XVIII век                          | —                                  | —          |
| Фреска «Ангел»                     | арм. որմնանկար                              | —           | XVIII век                          | —                                  | —          |
| Фреска «Минас на коне»             | арм. որմնանկար                              | —           | XVIII век                          | —                                  | —          |
| Фреска «Саркофаг»                  | арм. որմնանկար                              | —           | XVIII век                          | —                                  | —          |
| Церковь Сурб Грикор Лусаворич      | арм. եկեղեցի ս. Գրիգոր Լուսավորիչ           | —           | IV—VII века                        | —                                  | —          |
| Хачкар                             | арм. խաչքար                                 | —           | IX век                             | —                                  | —          |
| Хачкар                             | арм. խաչքար                                 | —           | XVI век                            | —                                  | —          |
| Церковь Сурб Кираки                | арм. եկեղեցի ս. Կիրակի                      | —           | XIX век                            | —                                  | —          |
| Здание школы                       | арм. դպրոցի շենք. ծխական դպրոցը             | —           | 1865 год                           | —                                  | —          |
| Хачкар                             | арм. խաչքար                                 | —           | XVII век                           | —                                  | —          |
| Хачкар                             | арм. խաչքար                                 | —           | XVII век                           | —                                  | —          |
| Хачкар                             | арм. խաչքար                                 | —           | XVII век                           | —                                  | —          |
| Хачкар                             | арм. խաչքար                                 | —           | XVII век                           | —                                  | —          |
| Хачкар                             | арм. խաչքար                                 | —           | XVII век                           | —                                  | —          |
| Хачкар                             | арм. խաչքար                                 | —           | XVII век                           | —                                  | —          |
| Хачкар                             | арм. խաչքար                                 | —           | XVII век                           | —                                  | —          |
| Жилой дом                          | арм. ԲՆԱԿԵԼԻ ՏՈՒՆ                           | —           | XVIII век                          | —                                  | —          |
| Жилой дом                          | арм. ԲՆԱԿԵԼԻ ՏՈՒՆ                           | —           | XIX век                            | —                                  | —          |
| Жилой дом                          | арм. ԲՆԱԿԵԼԻ ՏՈՒՆ                           | —           | XIX век                            | —                                  | —          |
| Жилой дом                          | арм. ԲՆԱԿԵԼԻ ՏՈՒՆ                           | —           | XIX век                            | —                                  | —          |
| Жилой дом                          | арм. ԲՆԱԿԵԼԻ ՏՈՒՆ                           | —           | XIX век                            | —                                  | —          |
| Жилой дом                          | арм. ԲՆԱԿԵԼԻ ՏՈՒՆ                           | —           | XIX век                            | —                                  | —          |